# Разнолика душа
Разнолика душа е първият албум на българската музикантка Светла Илиева, издаден през 2013 г. Съществуват и английска (Controversial Soul) и руска (Многоликая душа) версии на албума.

## Песни
1. Без тебе (Музика: Светла Илиева, Текст: Иван Г. Илиев, Аранжимент: Иван Дракалиев);
2. Благодаря (Светла Илиева, Иван Г. Илиев, Пламен Пенев);
3. Казват ми (Светла Илиева, Иван Г. Илиев, Иван Дракалиев);
4. Моят стар приятел (Светла Илиева, Иван Г. Илиев, Пламен Пенев);
5. Балада за Списаревски (Светла Илиева, Иван Г. Илиев, Стефан Гърдев);
6. Професорът (Светла Илиева, Иван Г. Илиев, Стефан Гърдев);
7. Няма да същото (Светла Илиева, Иван Г. Илиев, Иван Дракалиев);
8. Не казвай, че те няма (Светла Илиева, Васил Минчев, Пламен Пенев);
9. Сълзица от радост (Светла Илиева, Иван Г. Илиев, Иван Дракалиев);
10. Разнолика душа (Светла Илиева, Димчо Дебелянов, Конрад Илчук).